# Heinz Rehder
Heinz Rehder (* 19. März 1916 in Pechau; † nach 1966) war ein deutscher Sportschütze im Wurfscheibenschießen in der Disziplin Trap.

## Leben und Karriere
Heinz Rehder belegte bei den Olympischen Spielen 1964 in Tokio den 14. Platz. Er startete für die gesamtdeutsche Mannschaft (EUA).
1962 wurde Rehder bei der Weltmeisterschaft in Kairo Vizeweltmeister mit der DDR-Mannschaft, zu der neben ihm noch Gerhard Aßmus, Karl-Heinz Kramer und Joachim Marscheider gehörten. Mit der gleichen Mannschaft wurde er ein Jahr später bei der EM in Brünn auch Vizeeuropameister.
Bei den DDR-Meisterschaften wurde Heinz Rehder im Zeitraum von 1956 bis 1966 insgesamt viermal DDR-Meister und viermal DDR-Vizemeister und bekam eine Bronzemedaille.